# Kanton Villers-Semeuse
Kanton Villers-Semeuse (fr. Canton de Villers-Semeuse) je francouzský kanton v departementu Ardensko v regionu Grand Est. Tvoří ho 11 obcí. Před reformou kantonů 2014 ho tvořilo 9 obcí.

## Obce kantonu
od roku 2015:
- Aiglemont
- Gernelle
- Gespunsart
- La Grandville
- Issancourt-et-Rumel
- Lumes
- Neufmanil
- Saint-Laurent
- Villers-Semeuse
- Ville-sur-Lumes
- Vivier-au-Court

před rokem 2015:
- Charleville-Mézières (část)
- Gernelle
- La Grandville
- Issancourt-et-Rumel
- Lumes
- Saint-Laurent
- Villers-Semeuse
- Ville-sur-Lumes
- Vivier-au-Court